# Tryningen
Tryningen är en sjö i Katrineholms kommun i Södermanland och ingår i Nyköpingsåns huvudavrinningsområde. Sjöns area är 0,042 kvadratkilometer och den befinner sig 77 meter över havet.